# Jevremovac
Jevremovac (em cirílico: Јевремовац) é uma vila da Sérvia localizada no município de Šabac, pertencente ao distrito de Mačva, na região de Mačva. A sua população era de 3381 habitantes segundo o censo de 2011.

## Demografia
| 1948 | 1953 | 1961  | 1971  | 1981  | 1991  | 2002  | 2011  |
| ---- | ---- | ----- | ----- | ----- | ----- | ----- | ----- |
| 734  | 838  | 1 041 | 1 234 | 1 940 | 2 877 | 3 310 | 3 381 |